# Stelletta discolor
Stelletta discolor är en svampdjursart som beskrevs av Bösraug 1913. Stelletta discolor ingår i släktet Stelletta och familjen Ancorinidae.
Artens utbredningsområde är havet kring Komorerna. Inga underarter finns listade i Catalogue of Life.